# Limnonectes sinuatodorsalis
Espèce
Limnonectes sinuatodorsalis est une espèce d'amphibiens de la famille des Dicroglossidae.

## Répartition
Cette espèce est endémique de Bornéo. Elle se rencontre en Indonésie au Kalimantan et en Malaisie orientale au Sarawak.

## Publication originale
- Matsui, 2015 : A new species of Limnonectes from the border of East Kalimantan and Sarawak, Borneo Island (Anura, Dicroglossidae). Current Herpetology, Kyoto, vol. 34, p. 120–127.